# Haute tension
Haute tension és una pel·lícula slasher francesa de 2003, dirigida per Alexandre Aja i protagonitzada per Cécile de France, Maïwenn Le Besco i Philippe Nahon. Tracta de dues estudiants que es retiren a una masia aïllada per a estudiar i són atacades per un assassí en sèrie. Els efectes especials van ser creats pel maquillador italià Giannetto De Rossi, un dels favorits de director Lucio Fulci.
Associada al moviment cinematogràfic del nou extremisme francès, Haute tension va ser adquirida per Lions Gate Entertainment després d'una projecció reeixida a la secció Midnight Madness del Festival Internacional de Cinema de Toronto de 2003.

## Argument
La pel·lícula comença mostrant una dona amb una bata asseguda a la llitera d'un hospital psiquiàtric que es diu a si mateixa «No tornaré a deixar que ningú s'interposi entre nosaltres». L'esquena de la dona és plena de cicatrius. A continuació, es mostra la mateixa dona que fuig a través d'un bosc cap a una carretera pressionant-se una ferida greu a l'estómac. Un vehicle que hi passa s'atura en veure-la creuar i colpejar la finestra del conductor aterrida i al crit d'«Ajuda'm!». Aquestes escenes resulten ser un somni de Marie, una jove a qui va convidar la seva amiga Alex a la casa de camp dels seus pares per a poder estudiar amb tranquil·litat.